# Sigurd Wathne
Sigurd Wathne (Copenaghen, 12 febbraio 1898 – Swansea, 26 marzo 1942) è stato un calciatore norvegese nato in Danimarca, di ruolo portiere.

## Carriera

### Club
Wathne vestì la maglia del Brann dal 1914 al 1922. Giocò due finali di Norgesmesterskapet, perdendole entrambe (nell'edizione del 1917 e in quella del 1918).

### Nazionale
Giocò 14 partite per la Norvegia, tra il 1918 e il 1920. Partecipò ai Giochi della VII Olimpiade.